# Álex Barahona
Álex Barahona (11 de desembre de 1980, Madrid, Espanya) és un actor espanyol de sèries de televisió, cinema i teatre.

## Filmografia

### Televisió
- Los Serrano, com Álex Chacón (2004-2006) (Temporada 3-5)
- La dársena de poniente, com Julián Bazán (2006-2007)
- Cuenta atrás, com Amador, un episodi (2007)
- Aída, un episodi (2008)
- Planta 25, com Luis (2008)
- Sin tetas no hay paraíso, com Alberto (2008)
- Física o Química, com Alberto "Berto" Freire Caballar (2008-2011)
- Una bala para el Rey, com Sueco. TV movie (2009)
- El Bloke. Coslada cero, com Miguel "El niño". Minisèrie (2009)
- El Gordo: una historia verdadera, com José Luis. TV movie (2010)
- Isabel, com Juan; un episodi (2012)
- Gran Reserva: El origen, co Andrés Guillén (2013)
- Con el culo al aire, com Nacho, un episodi (2014)
- Amar es para siempre, com Nicolás Campos (2015-2016)
- Señoras del (h)AMPA, com Curro (2019-¿?)

### Llargmetratges
- Lo contrario al amor, com Toño (2011)
- Alpha, com Toni (2013)
- A cambio de nada (2015)

### Curtmetratges
- Conjuntos disjuntos, de Samuel Gutiérrez (2006)
- El día más importante de mi vida, de Beatriz Santana (2009)
- Gemalogia, de Rick Limentani (2011)
- Split up, de Carlos Caro (2014)